# Eleição municipal de Caxias do Sul em 2024
A eleição municipal da cidade de Caxias do Sul em 2024 ocorreu em 6 de outubro para eleger um prefeito, um vice-prefeito e dezessete vereadores. Os mandatos dos candidatos eleitos nesta eleição durará entre 1º de janeiro de 2025 a 1º de janeiro de 2029. A propaganda eleitoral gratuita de rádio e televisão em Caxias do Sul começou a ser divulgada em 30 de agosto e terminou em 3 de outubro.
Como nenhum dos candidatos a prefeito atingiu a maioria absoluta de votos válidos no primeiro turno, um segundo turno foi convocado entre os candidatos Mauricio Scalco (PL) e Adiló Didomenico (PSDB), que será realizado em 27 de outubro.
Adiló Didomenico do Partido da Social Democracia Brasileira (PSDB) foi reeleito em segundo turno com 116 730 votos, totalizando 51,38% dos votos válidos.

## Contexto político
As enchentes ocorridas no estado do Rio Grande do Sul durante os meses de abril e maio foram um dos assuntos mais discutidos no período eleitoral da cidade. O processo de reconstrução do estado também foi ser um assunto bastante presente ao longo desse período.

O decorrimento da calamidade iniciou uma discussão sobre a possibilidade de postergação das eleições municipais. O governador gaúcho Eduardo Leite, em entrevista ao jornal O Globo em 20 de maio de 2024, afirmou que as mudanças nas prefeituras "atrapalhariam" o processo de reconstrução do Rio Grande do Sul:
"Junho já é um momento pré-eleitoral e, em julho, se estabelecem as convenções. É um debate pertinente. O Estado está em reconstrução, ainda em momentos incipientes, em que trocas de governos municipais podem atrapalhar esse processo. O próprio debate eleitoral pode acabar dificultando a recuperação"
Não obstante, o Tribunal Superior Eleitoral garantiu que o pleito seria mantido para as datas originais nestas localidades. O então presidente da corte, Ministro Alexandre de Moraes, reafirmou a manutenção das datas dos pleitos durante sessão plenária realizada no dia 21 de maio. Segundo Moraes, um adiamento das eleições só seria possível por meio da aprovação de uma Emenda Constitucional, tal como ocorreu nas eleições municipais passadas devido à pandemia de COVID-19 no país. À época, os dois turnos — previstos para os dias 4 e 25 de outubro, respectivamente — foram transferidos para os dias 15 e 29 de novembro.
“Nós estamos em maio, e todas as providências estão sendo tomadas no âmbito do governo do estado do Rio Grande do Sul e do governo federal, para que, se não houver o retorno total do que era antes dessa devastação pela inundação, haja a normalidade, o retorno do mínimo normal da rotina”
Ministro Alexandre de Moraes, então presidente do TSE, durante sessão plenária realizada pela corte no dia 21 de maio de 2024.

## Candidatos e coligações
Com a definição dos candidatos e coligações partidárias, foi anunciado no dia 13 de setembro pelo Tribunal Regional Eleitoral do Rio Grande do Sul a lista definitiva dos candidatos a prefeito e vice-prefeito, além de seus respectivos tempos no horário eleitoral gratuito de propaganda partidária.
Nota: a tabela a seguir está organizada por ordem alfabética de candidatos.
| Prefeito           | Prefeito | Prefeito | Vice-prefeito       | Vice-prefeito | Vice-prefeito | Coligação | Número eleitoral | Cargo político anterior                             | Tempo de horário eleitoral |
| Candidato          | Partido  | Partido  | Candidato           | Partido       | Partido       | Coligação | Número eleitoral | Cargo político anterior                             | Tempo de horário eleitoral |
| ------------------ | -------- | -------- | ------------------- | ------------- | ------------- | --- | ---------------- | --------------------------------------------------- | -------------------------- |
| Adiló Didomenico   |          | PSDB     | Edson Néspolo       |               | União         | "Juntos por Caxias. Juntos no Rumo Certo" (Federação PSDB Cidadania (PSDB e Cidadania), União, PRD, Republicanos e DC)           | 45               | Prefeito de Caxias do Sul (2021–2024)               | 2min29seg                  |
| Denise Pessôa      |          | PT       | Alceu Barbosa Velho |               | PDT           | "União e Mais Ação por Caxias" (Federação Brasil da Esperança (PT, PCdoB e PV), PDT, Federação PSOL REDE (PSOL e Rede) e Avante) | 13               | Deputada Federal pelo Rio Grande do Sul (2023–2027) | 2min26seg                  |
| Felipe Gremelmaier |          | MDB      | Michel Pillonetto   |               | PSD           | "Somos Mais Caxias" (MDB e PSD)                                                                                                  | 15               | Vereador de Caxias do Sul (2021–2024)               | 1min47seg                  |
| Mauricio Scalco    |          | PL       | Gladis Frizzo       |               | PP            | "O Futuro é Agora" (PL, PP, NOVO e PODE)                                                                                         | 22               | Vereador de Caxias do Sul (2021–2024)               | 3min16seg                  |

## Pesquisas eleitorais
As pesquisas buscam analisar como seria o resultado da eleição se ela ocorresse no dia em que os dados dos entrevistados foram coletados, não tendo como objetivo pela porcentagem de confiança, prever o resultado final da eleição.
Apenas uma pesquisa eleitoral foi divulgada ao público durante todo o pleito, tendo sido compartilhada no Instagram do Instituto Veritá no dia 5 de outubro de 2024, um dia antes do primeiro turno. Os resultados se aproximaram muito do real resultado do primeiro turno da eleição.
| Fonte  | Datas conduzidas        | Amostragem | Scalco (PL)        | Adiló (PSDB)       | Denise (PT)    | Felipe (MDB)     | NS/NR | Branco/Nulo |
| ------ | ----------------------- | ---------- | ------------------ | ------------------ | -------------- | ---------------- | ----- | ----------- |
| Veritá | 29/09/2024 a 03/10/2024 | 810        | 34,2% (37,3% vál.) | 23,6% (25,7% vál.) | 22% (24% vál.) | 12% (13,1% vál.) | 6,2%  | 2%          |

Durante o segundo turno, diversas pesquisas falsas foram divulgadas nas redes sociais. Tratavam-se de edições de outras pesquisas do Instituto Veritá, com os resultados alterados, para beneficiar certo candidato. Porém, nenhuma pesquisa oficial foi divulgada ao público por qualquer instituto.

## Resultados
| Candidato(a)             | Vice                      | 1º turno 6 de outubro | 1º turno 6 de outubro | 2º turno 27 de outubro | 2º turno 27 de outubro |
| Candidato(a)             | Vice                      | Votação               | Votação               | Votação                | Votação                |
| Candidato(a)             | Vice                      | Total                 | Percentagem           | Total                  | Percentagem            |
| ------------------------ | ------------------------- | --------------------- | --------------------- | ---------------------- | ---------------------- |
| Adiló Didomenico (PSDB)  | Edson Néspolo (UNIÃO)     | 64 537                | 27,50%                | 116 730                | 51,38%                 |
| Mauricio Scalco (PL)     | Gladis Frizzo (PP)        | 89 260                | 38,04%                | 110 476                | 48,62%                 |
| Denise Pessôa (PT)       | Alceu Barbosa Velho (PDT) | 61 684                | 26,29%                | —                      | —                      |
| Felipe Gremelmaier (MDB) | Michel Pillonetto (PSD)   | 19 172                | 8,17%                 | —                      | —                      |
| Total de votos válidos   | Total de votos válidos    | 234 653               | 90,28%                | 227 206                |                        |
| Votos em branco          | Votos em branco           | 12 407                | 4,77%                 | 8 861                  | 3,58%                  |
| Votos nulos              | Votos nulos               | 12 867                | 4,95%                 | 11 676                 | 4,71%                  |
| Total                    | Total                     | 259 927               | 74,87%                | 247 743                | 71,36%                 |
| Abstenções               | Abstenções                | 87 257                | 25,13%                | 99 441                 | 28,64                  |
| Eleitores aptos a votar  | Eleitores aptos a votar   | 347 184               | 100,00%               | 347 184                | 100,00%                |

### Vereadores eleitos
Representação eleita
  PL: 5
  Fed. Brasil da Esperança (PT e PCdoB): 5
  Fed. PSDB Cidadania (PSDB): 2
  PSB: 2
  PDT: 2
  Republicanos: 2
  PP: 2
  PRD: 1
  NOVO: 1
  PSD: 1

A tabela abaixo mostra somente os vereadores eleitos.
| Candidato (a)     | Nº    | Partido | Federação                | Votos  | %     |
| ----------------- | ----- | ------- | ------------------------ | ------ | ----- |
| Hiago Morandi     | 22022 | PL      | —                        | 11 304 | 4,91% |
| João Uez          | 10603 | REP     | —                        | 6 830  | 2,97% |
| Daiane Mello      | 22222 | PL      | —                        | 5 034  | 2,19% |
| Marisol Santos    | 45321 | PSDB    | Fed. PSDB Cidadania      | 4 783  | 2,08% |
| Lucas Caregnato   | 13678 | PT      | Fed. Brasil da Esperança | 4 213  | 1,83% |
| Juliano Valim     | 55123 | PSD     | —                        | 4 157  | 1,81% |
| Rafael Bueno      | 12190 | PDT     | —                        | 3 883  | 1,69% |
| Estela Balardin   | 13003 | PT      | Fed. Brasil da Esperança | 3 821  | 1,66% |
| Adriano Bressan   | 11000 | PP      | —                        | 3 791  | 1,65% |
| Andressa Mallmann | 12588 | PDT     | —                        | 3 491  | 1,52% |
| Aldonei Machado   | 45678 | PSDB    | Fed. PSDB Cidadania      | 3 362  | 1,46% |
| Rodrigo Weber     | 40460 | PSB     | —                        | 3 213  | 1,40% |
| Capitão Ramon     | 22622 | PL      | —                        | 3 089  | 1,34% |
| Wagner Petrini    | 40240 | PSB     | —                        | 3 056  | 1,33% |
| Edson da Rosa     | 10111 | REP     | —                        | 2 653  | 1,15% |
| Claudio Libardi   | 65653 | PCdoB   | Fed. Brasil da Esperança | 2 591  | 1,13% |
| Bortola           | 11111 | PP      | —                        | 2 422  | 1,05% |
| Fantinel          | 22000 | PL      | —                        | 2 353  | 1,02% |
| Pedro Rodrigues   | 22777 | PL      | —                        | 2 350  | 1,02% |
| Rose Frigeri      | 13013 | PT      | Fed. Brasil da Esperança | 2 329  | 1,01% |
| Andressa          | 65659 | PCdoB   | Fed. Brasil da Esperança | 2 171  | 0,94% |
| Lucas Suzin       | 25380 | PRD     | —                        | 2 101  | 0,91% |
| Sandra Bonetto    | 30456 | NOVO    | —                        | 1 814  | 0,79% |